# Falcon Heavy
El Falcon Heavy és un vehicle de llançament superpesant reutilitzable que dissenya i fabrica SpaceX. El Falcon Heavy (conegut anteriorment com a Falcon 9 Heavy) és una variant del Falcon 9 i consisteix en un nucli reforçat de Falcon 9 amb dues primeres etapes de Falcon 9 addicionals com a impulsors adjunts. Amb això s'aconsegueix que la càrrega màxima fins a una òrbita baixa (LEO) augmenti fins a 63,800 quilograms (140,700 lb), comparat amb els 22,800 quilograms (50,300 lb) del Falcon 9 full thrust. El Falcon Heavy té la capacitat de càrrega més alta de tots els vehicles de llançament operatius en l'actualitat, i la tercera comptant tots els coets històrics, per darrere del Saturn V americà i el soviètic Enérguia.
El Falcon Heavy es va pensar des del principi per portar humans a l'espai i havia de permetre missions tripulades cap a la Lluna o Mart, però el febrer de 2018, Musk va anunciar que no tenia previst sol·licitar el certificat per portar vols tripulats amb astronautes. Està previst que el Falcon Heavy i els altres vehicles de la família Falcon se substitueixin per la Starship a principis de la dècada de 2020.
SpaceX va llançar el Falcon Heavy el 6 de febrer de 2018 a tres quarts de 10 el vespre, hora catalana. El vol va ser un èxit. La càrrega de prova del vol inaugural va ser l'esportiu Tesla d'Elon Musk, i un maniquí amb vestit espacial. El següent llançament del Falcon Heavy està previst per a principis de 2019. El segon llançament d'un Falcon Heavy va ser l'11 d'abril de 2019 i tots tres coets van tornar amb èxit a la Terra. El tercer llançament també va tenir èxit el 25 de juny de 2019.

## Història
La concepció d'un vehicle de llançament Falcon Heavy es va començar a discutir cap el 2004. SpaceX va fer públics els plans per al Falcon Heavy en una conferència de premsa a Washington DC l'abril de 2011, i s'esperava fer el primer vol de proves el 2013. Al final, diversos factors van retardar el vol inaugural fins a 2018, entre ells dues anomalies en vehicles Falcon 9 que van requerir la dedicació de tots els recursos d'enginyeria a la seva anàlisi, i l'aturada durant molts mesos de les operacions de vol. Els reptes d'integració i estructurals de combinar tres nuclis Falcon 9 van ser molt més difícils que no s'esperava.
Elon Musk va afirmar públicament el juliol de 2017 que "Al final, va acabar sent molt més difícil de fer el Falcon Heavy que no ens pensàvem. ... De veritat, molt, molt més difícil que no ens pensàvem al principi. En això vam ser molt innocents".
Actualment, el vol inicial de proves es preveu per gener de 2018.

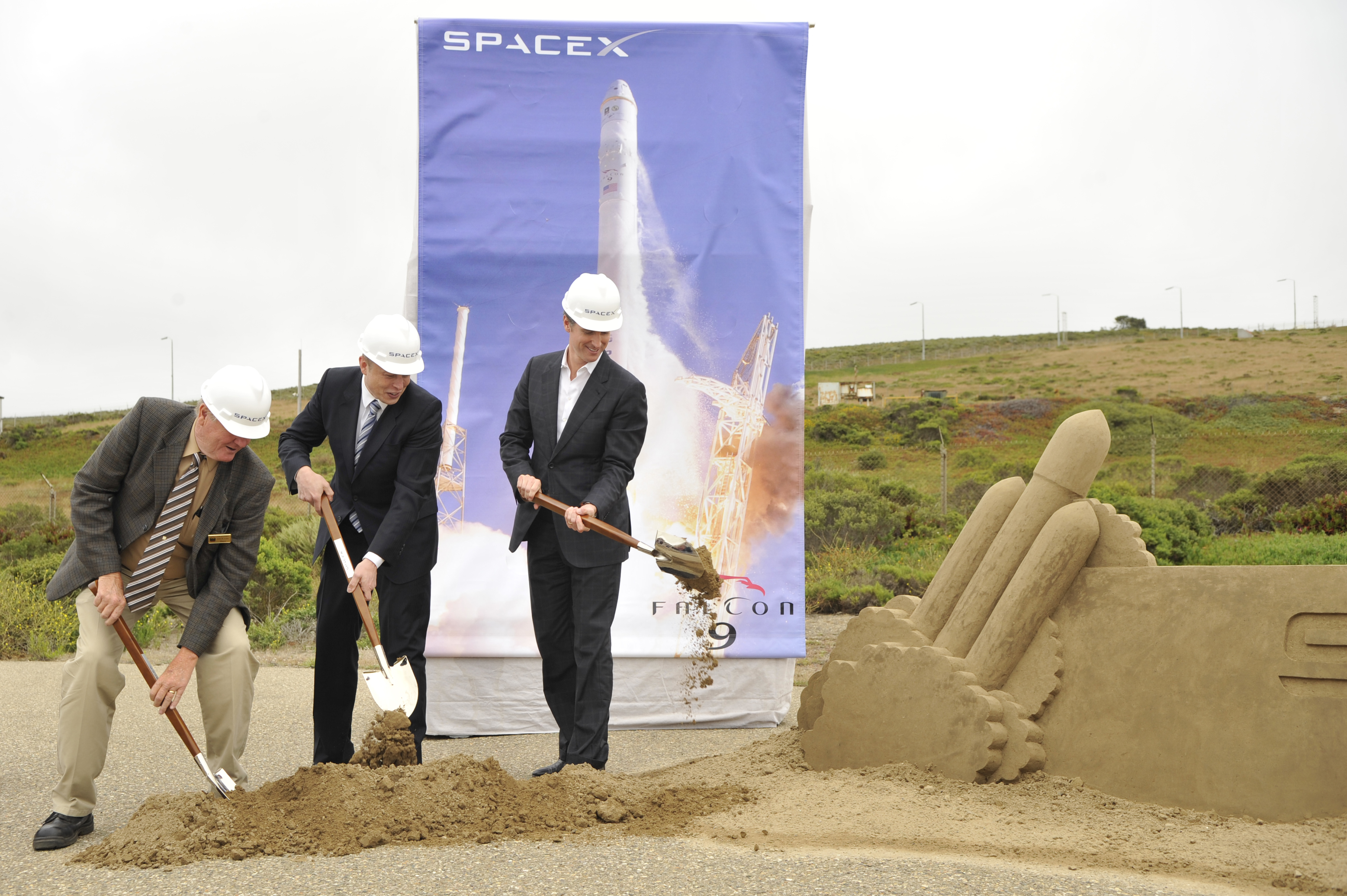
SpaceX inaugurant les obres del complex 4E de la base de Vandenberg per construir la plataforma de llançament del Falcon Heavy, el juny de 2011

### Concepte i finançament
Elon Musk va parlar en públic per primera vegada del Falcon Heavy en una notícia de setembre de 2005, referint-se a una petició d'un client de 18 mesos abans. S'havien explorat diferents solucions que utilitzaven el Falcon 5 que estava previst, però l'única iteració fiable i que sortia a compte era la que utilitzava una primera etapa de 9 motors - el Falcon 9. En continuar avaluant les capacitats de l'hipotètic (en aquell moment) vehicle Falcon 9, es va arribar al concepte del Falcon 9 Heavy. El Falcon Heavy es desenvolupa amb capital privat. Cap govern no hi ha donat finançament per al seu desenvolupament.

### Disseny i desenvolupament
Com que el Falcon Heavy es basa en el fuselatge i els motors del Falcon 9, el primer vol de l'un depenia del desenvolupament de l'altre.
El 2008, SpaceX preveia el primer llançament del Falcon 9 per 2009, i el "Falcon 9 Heavy seria en un parell d'anys." Parlant a la conferència de 2008 de la Mars Society, Elon Musk també va dir que al cap de 2-3 anys, també seguiria una etapa superior amb hidrogen de combustible (en principi, 2013).
Cap a l'abril de 2011, s'entenien millor les capacitats i el rendiment del vehicle Falcon 9 vehicle, i SpaceX ja havia completat amb èxit dues missions de demostració a òrbita baixa, una de les quals incloïa la re-ignició del motor de la segona etapa. El 5 d'abril de 2011, en una conferència de premsa, Elon Musk va afirmar que el Falcon Heavy "portaria més càrrega a òrbita o a velocitat d'escapament que cap més vehicle de la història, a banda dels coets lunars Saturn V […] i els Enérguia soviètics". El 2015, SpaceX va anunciar una colla de canvis al Falcon Heavy, que s'havien treballat en paral·lel amb la millora del vehicle de llançament Falcon 9 v1.1.
El 2011, esperant un augment de la demanda de les dues variants, SpaceX va anunciar plans per ampliar la capacitat de fabricació "perquè construïm per tenir capacitat de produir una primera etapa de Falcon 9 o un coet lateral de Falcon Heavy cada setmana, i una etapa superior cada dues setmanes". El desembre de 2016, SpaceX va publicar una foto que mostrava la peça que uneix les etapes del Falcon Heavy a la seu de l'empresa de Hawthorne, Califòrnia.

### Proves
El maig de 2013, es construïa una zona de proves parcialment soterrada al centre de desenvolupament i proves de coets de SpaceX de McGregor, a Texas, expressament per provar el nucli triple, i els vint-i-set motors del Falcon Heavy. No obstant, a McGregor no s'hi han fet proves del triple nucli. El maig de 2017, SpaceX va fer la primera prova de foc estàtica del nucli central a McGregor.
El setembre de 2017, ja s'hi havien completat les proves de foc estàtiques de tots tres nuclis de la primera etapa.
El juliol de 2017, Musk va parlar públicament dels reptes de provar un vehicle de llançament complex com el Falcon Heavy de tres nuclis. Hi ha una gran part del nou disseny "que és impossible de veritat de provar a terra" i no es pot provar de veritat fins que no comencin les proves de vol.

### Vol inaugural

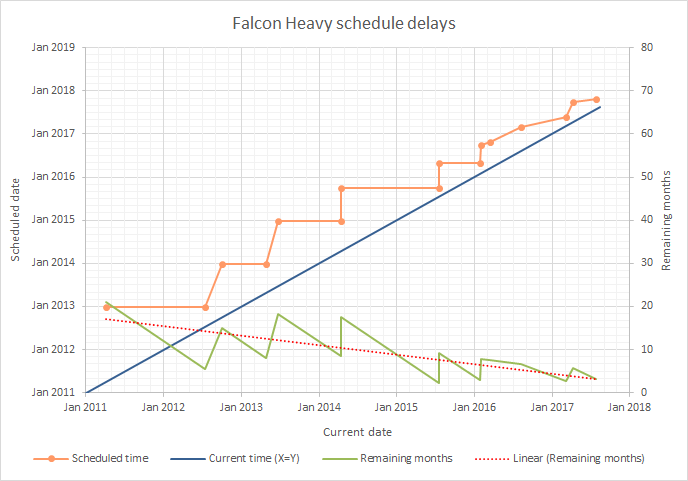
Representació gràfica dels retards en el projecte del Falcon Heavy

L'abril de 2011, Elon Musk preveia el primer llançament del Falcon Heavy des de la base aèria de Vandenberg de la Costa Oest el 2013. SpaceX va fer adaptar el Complex de Llançament 4E de Vandenberg a les necessitats dels Falcon 9 i el Heavy. El primer llançament des del complex de llançament de la base aèria de Cap Canaveral, a la Costa Est estava planificat per finals de 2013 o 2014.
En part degut a la fallada de SpaceX CRS-7 el mes de juny d'aquell any, el setembre SpaceX va replanificar el vol inaugural del Falcon Heavy per l'abril/maig de 2016, però el febrer de 2016 el va tornar a posposar cap a finals de 2016. El vol havia d'enlairar-se des del complex de llançament 39A, que s'havia adaptat. L'agost de 2016, el vol de demostració es va moure a principis de 2017, després a l'estiu del mateix any, a finals i a gener de 2018. Les missions següents també van tenir la seva planificació alterada de la mateixa manera.
Hi ha un programat un segon vol de demostració per 2018 per compte de la Força aèria dels Estats Units, anomenat STP-2, que consisteix en un grup de satèl·lits. La primera missió comercial per arribar a una òrbita de transferència geoestacionària també està prevista per 2018 per a Arabsat.
En una reunió de juliol de 2017 de Recerca i Desenvolupament de l'Estació Espacial Internacional, a Washington, DC, Musk va rebaixar les expectatives d'èxit del vol inaugural dient "hi ha força probabilitats que el vehicle no arribi a posar-se en òrbita" i "Espero que arribi prou lluny de la plataforma de llançament perquè no la faci malbé. Fins i tot això, ja ho consideraria una victòria, per ser franc". Musk també va explicar que els reptes d'integració i estructurals de combinar 3 nuclis de Falcon 9 eren molt més difícils que no s'esperaven.
El desembre de 2017, Elon Musk va piular que la càrrega de proves del llançament inaugural del Falcon Heavy seria el seu Tesla Roadster i que es llançaria a una òrbita al voltant del sol que el portaria fins a l'òrbita de Mart. Durant els següents dies en va publicar fotos. El 28 de desembre, el Falcon Heavy es va traslladar a la plataforma de llançament en preparació d'una prova de foc estàtica de tots 27 motors, que havia de tenir lloc el 6 de gener. Segons els resultats de la prova, s'obriria una finestra preliminar de llançament el 15 de gener. No obstant, degut al tancament del govern americà que va començar el 20 de gener, la prova i el llançament es van tornar a retardar.
La prova de foc estàtic es va fer el 24 de gener de 2018. Musk va confirmar via Twitter que la prova "era bona" i després va anunciar que el coet es llançaria el 6 de febrer.

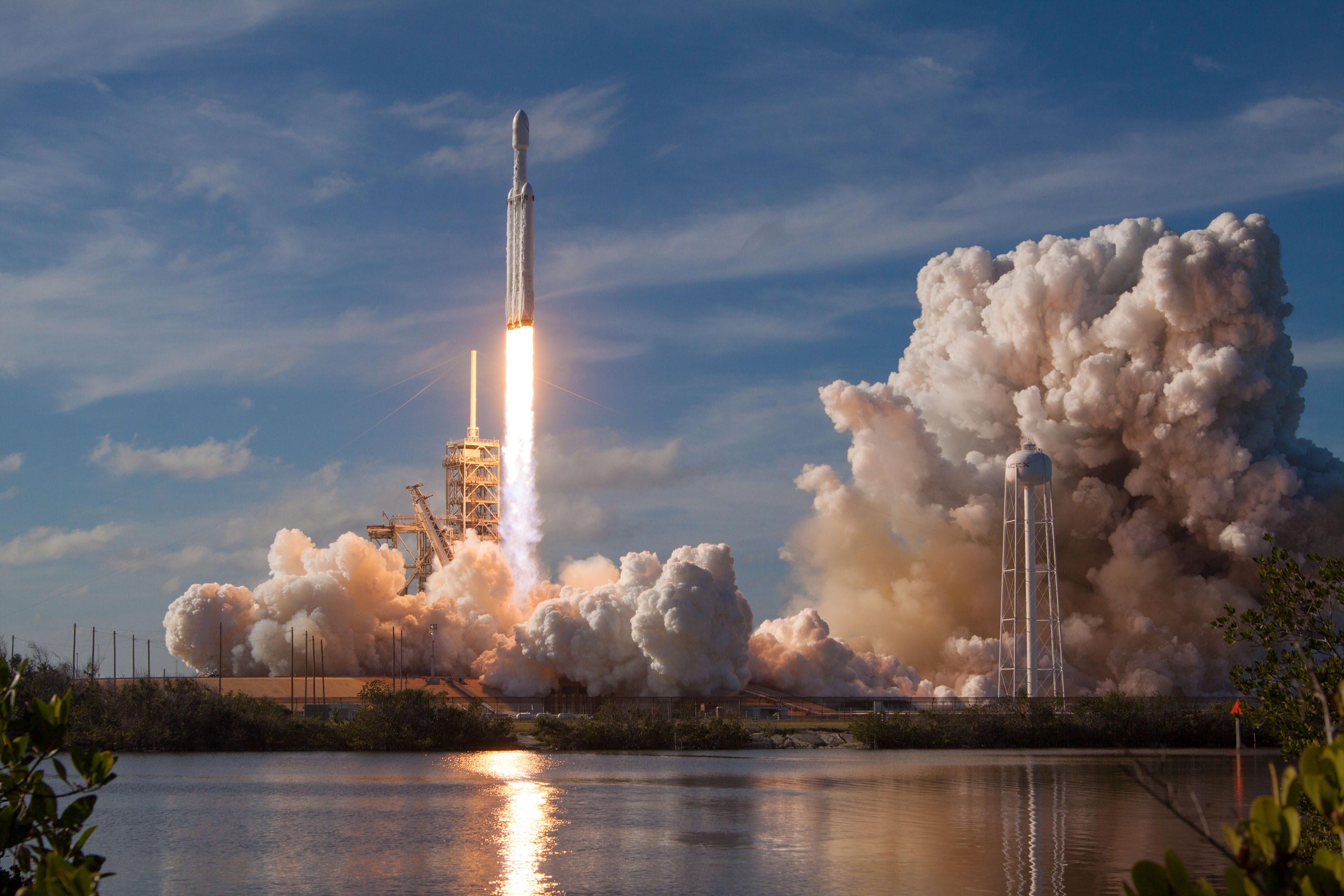
Primer llançament del Falcon Heavy

El 6 de febrer de 2018, després d'un retard de més de dues hores degut al fort vent, el Falcon Heavy es va enlairar a 3 quarts de quatre EST (3 quarts de deu a Catalunya). Els impulsors laterals van aterrar sense problemes al cap de pocs minuts. En canvi, a l'impulsor central només es va engegar un dels tres motors que s'havien d'engegar a la baixada i va caure a l'aigua a prop del vaixell autònom a una velocitat de més de 480 km/h.
Al principi, Elon Musk va dir per Tweeter que el Roadster s'havia passat de l'òrbita heliocèntrica que tenia prevista, i arribaria al cinturó d'asteroides. De fet, les observacions amb telescopi van mostrar que només passaria una mica per fora de l'òrbita de Mart a l'afeli.

## Disseny

D'esquerra a dreta, els Falcon 1, Falcon 9 v1.0, tres versions del Falcon 9 v1.1, tres versions del Falcon 9 v1.2 (Full Thrust), dos versions del Falcon 9 Block 5, i el Falcon Heavy

La configuració del Heavy consisteix en un Falcon 9 amb l'estructura reforçada com a component "central", amb dues primeres etapes de Falcon 9 addicionals que fan d'impulsors acoblats, cosa que, conceptualment, és semblant al llançador EELV Delta IV Heavy i a les propostes per a l'Atlas V Heavy i l'Angara A5V rus. El Falcon Heavy tindrà més capacitat d'ascensió que qualsevol altre coet operatiu en l'actualitat, amb una càrrega útil de 64,000 quilograms (141,000 lb) fins a òrbita baixa i 16,800 quilograms (37,000 lb) fins a una òrbita d'injecció trans Mart. El coet es va dissenyar per igualar o superar tots els requeriments actuals d'ús amb humans. Els marges de seguretat estructural estan per sobre del 40% de la càrrega de vol, més que el 25% d'altres coets. El Falcon Heavy es va dissenyar des del principi per transportar humans a l'espai, i recuperaria la possibilitat d'enviar missions tripulades cap a la Lluna o Mart. No obstant, amb el desenvolupament del nou coet BFR, és improbable que s'utilitzi el Falcon Heavy per enviar humans a Mart.
La primera etapa utilitza tres nuclis derivats del Falcon 9, cadascun dels quals estan equipat amb nou motors Merlin 1D. El Falcon Heavy té un empenyiment total a nivell del mar de 22.819 kN en el moment de l'enlairament, que prové dels 27 motors Merlin 1D, que puja fins a 24.681 kN a mesura que la nau surt de l'atmosfera. L'etapa superior té un únic motor Merlin 1D modificat per funcionar en el buit, amb un empenyiment de 934 kN, una ràtio d'expansió de 117:1 i un temps d'encesa nominal de 397 segons. Per donar més fiabilitat en cas de re-encesa, el motor té dos encenedors pirofòrics redundants (Trietilaluminii - Trietilbor). La peça entre etapes, que connecta l'etapa superior i la inferior del Falcon 9, és una estructura de material compòsit de fibra de carboni amb nucli d'alumini. La separació de les etapes utilitza unes pinces reutilitzables i un sistema d'empenta pneumàtica. Les parets i la cúpula del Falcon 9 estan fetes d'un aliatge d'alumini i liti. SpaceX utilitza un tanc fet completament amb soldadura per fricció-agitació. El tanc de la segona etapa del Falcon 9 és simplement una versió més curta del tanc de la primera etapa, i utilitza majoritàriament les mateixes tècniques de mecanització, materials i fabricació. Aquesta estratègia redueix costos de fabricació durant la producció del vehicle.
Tots tres nuclis del Falcon Heavy tenen els motors disposats amb una forma estructural que SpaceX anomena Octaweb, pensada per facilitar el procés de fabricació, i cada nucli tindrà quatre potes extensibles per aterrar. Per controlar el descens per l'atmosfera dels impulsors i del nucli central, SpaceX utilitza petites aletes que es despleguen després de la separació. Després que se separen els impulsors laterals, el motor central de cadascun d'ells queda encès durant alguns segons per controlar-ne la trajectòria i que se separi amb seguretat del coet. Llavors es despleguen les potes mentre els impulsors tornen cap a la Terra, aterrant suaument a la superfície. El nucli central continua encès fins a la separació de l'etapa, moment en què se'n desplegaran les potes per tornar a aterrar. Les potes d'aterratge estan fetes de fibra de carboni, amb una graella d'alumini. Les quatre potes es repleguen al llarg dels costats de cada nucli durant l'enlairament, i després s'abaixen per aterrar.

## Capacitat
El Falcon Heavy es classifica dins del rang de sistemes de llançament com a super heavy-lift segons la classificació de la NASA.
El concepte inicial (Falcon 9-S9 2005) preveia càrregues de 24,750 quilograms (54,560 lb) a LEO, però l'abril de 2011 s'enfilava fins a 53,000 quilograms (117,000 lb) amb càrregues a GTO de fins a 12,000 quilograms (26,000 lb). Informes posteriors de 2011 projectaven càrregues superiors més enllà de LEO, com 19,000 quilograms (42,000 lb) a l'òrbita de transferència geoestacionària, 16,000 quilograms (35,000 lb) a una trajectòria translunar, i 14,000 quilograms (31,000 lb) en una òrbita trans-marciana cap a Mart.
A finals de 2013, SpaceX va apujar la càrrega a GTO projectada per al Falcon Heavy fins a 21,200 quilograms (46,700 lb).

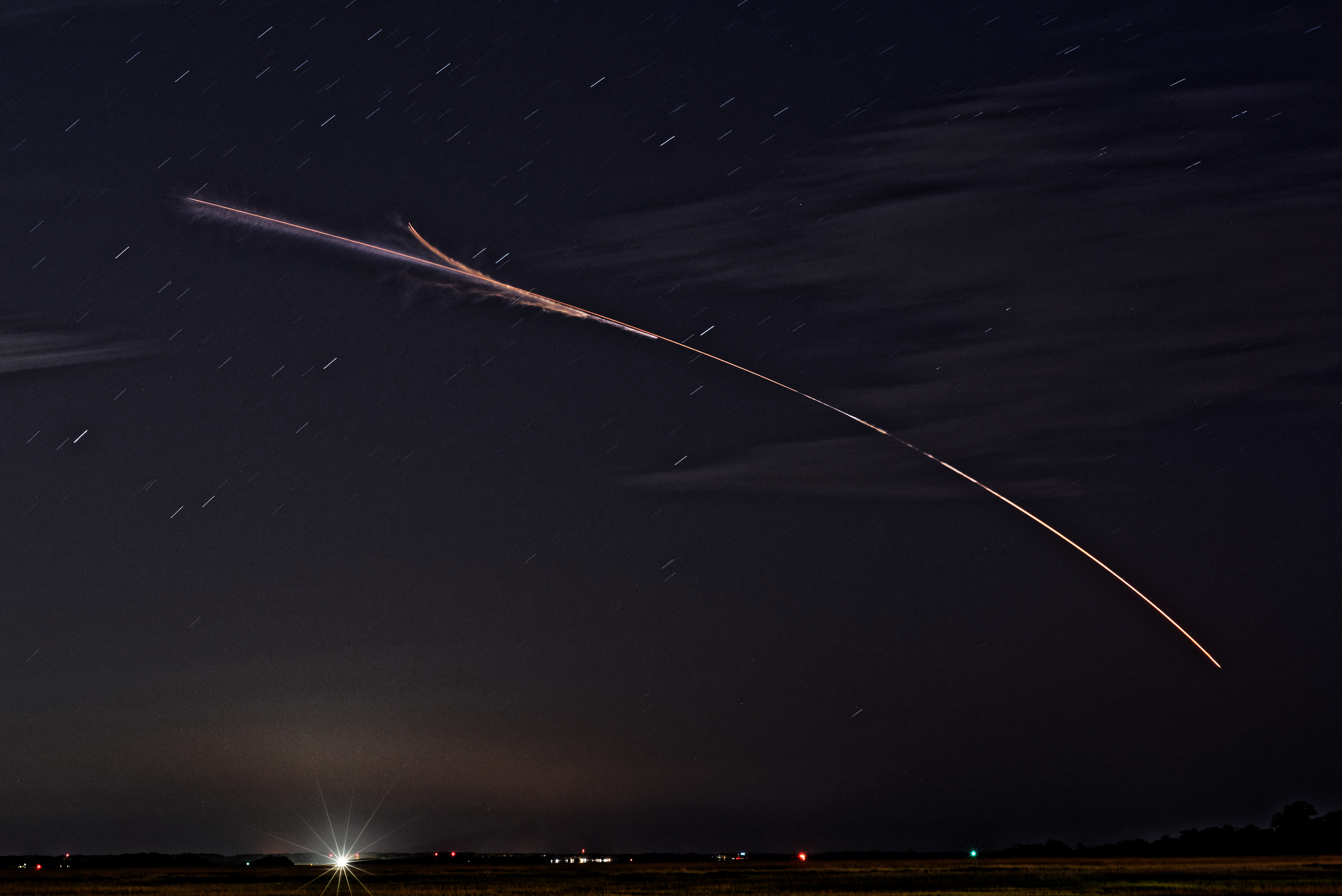
Fotografia de llarga exposició del llançament del Falcon Heavy el 25 de juny del 2019 on s'aprecia el desacoblament dels impulsors reutilitzables.

L'abril de 2017, la càrrega projectada a LEO per al Falcon Heavy va pujar de 54,400 quilograms (119,900 lb) a 63,800 quilograms (140,700 lb). La càrrega màxima s'aconsegueix quan el coet vola amb el perfil completament d'un sol ús, i no recupera cap dels tres impulsors de la primera etapa.
| Destinació              | Falcon Heavy        | Falcon Heavy        | Falcon Heavy   | Falcon 9       |
| Destinació              | ago 2013 a abr 2016 | mai 2016 a mar 2017 | des d'abr 2017 | des d'abr 2017 |
| ----------------------- | ------------------- | ------------------- | -------------- | -------------- |
| LEO (28.5°)             | 53.000 kg           | 54.400 kg           | 63.800 kg      | 22.800 kg      |
| GTO (27°)               | 21.200 kg           | 22.200 kg           | 26.700 kg      | 8.300 kg       |
| GTO (27°) reutilitzable | 6.400 kg            | 6.400 kg            | 8.000 kg       | 5.500 kg       |
| Mart                    | 13.200 kg           | 13.600 kg           | 16.800 kg      | 4.020 kg       |
| Plutó                   | -                   | 2.900 kg            | 3.500 kg       | -              |

### Compartició de propel·lent
El Falcon Heavy es va dissenyar amb una capacitat original de compartició de propel·lent, on els motors del nucli central reben combustible i comburent dels dos del costat, fins que els del costat estan pràcticament buits i a punt per a la primera separació. Encenent tots els motors dels tres nuclis en el moment del llançament i fent-los funcionar a tot gas amb combustible provinent principalment dels impulsors laterals, aquests s'acaben més d'hora, permetent de separar-los abans, i deixant el nucli central amb la major part del seu propel·lent en el moment de la separació els impulsors. El sistema de compartició de propel·lent, de malnom "etapes en espàrrec", prové d'un disseny d'impulsor proposat en un llibre sobre mecànica orbital de Tom Logsdon. Segons el llibre, un enginyer anomenat Ed Keith va inventar el terme "impulsor en tija d'espàrrec" per a vehicles de llançament que utilitzessin compartició de propel·lent. Elon Musk ha afirmat que actualment no es planeja d'implementar-ho, almenys en la primera versió del Falcon Heavy.
Els plans actuals són que l'impulsor central afluixi poc després de l'enlairament i torni a donar tot el gas després de la separació dels impulsors.

### Reutilització

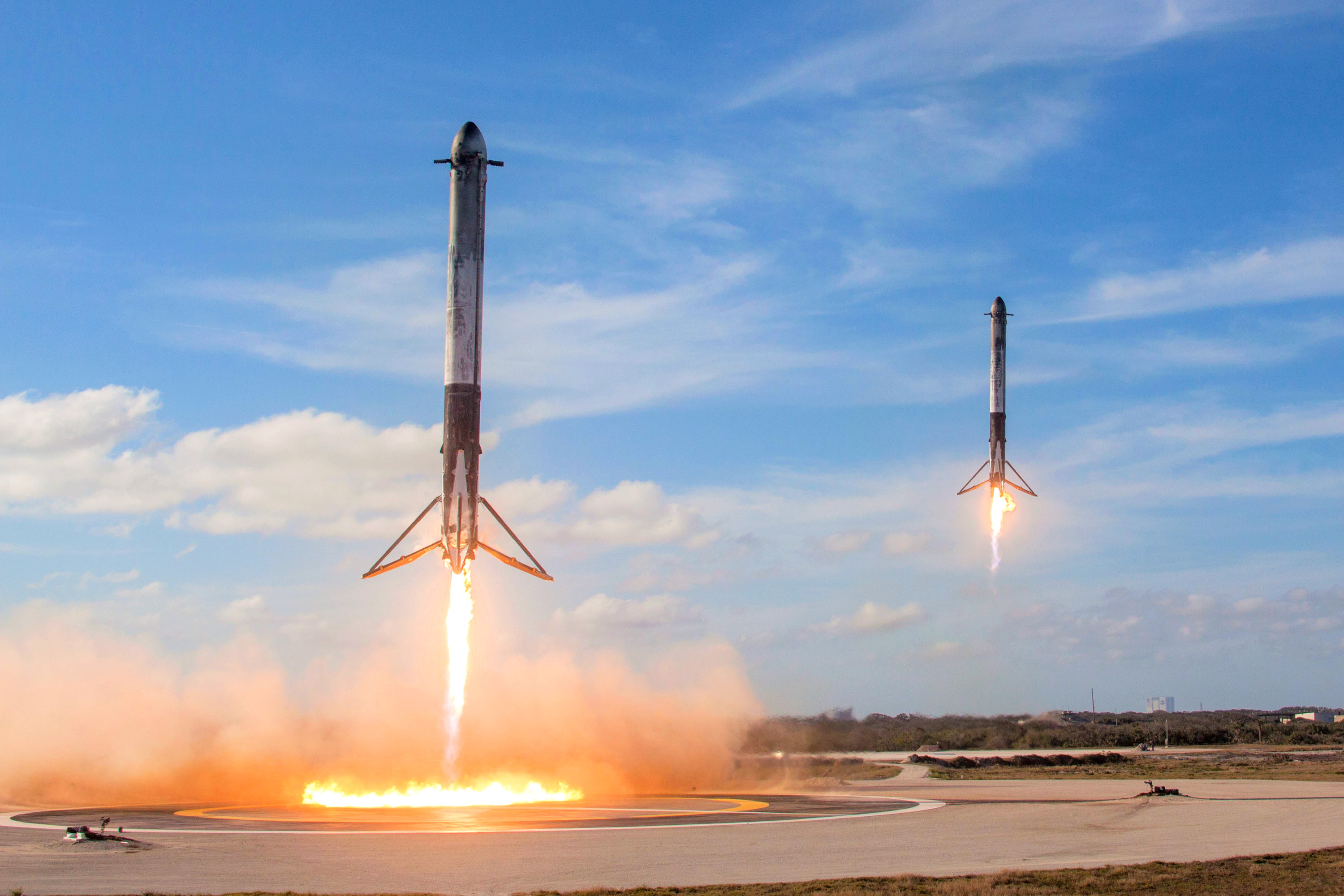
Impulsors reutilitzables del Falcon Heavy aterrant a les zones d'aterratge 1 i 2 de Cap Canaveral el 6 de febrer del 2018, dia de la prova de demostració.

Encara que no estava previst en el disseny inicial del Falcon Heavy, SpaceX ha desenvolupat en paral·lel el sistema de coets reutilitzables, i hi ha la intenció de fer-ho extensible al Falcon Heavy, recuperant totes les parts del coet.
De bon principi, SpaceX havia expressat esperances que totes les etapes del coet acabarien sent reutilitzables. Des de llavors, SpaceX ha demostrat unes quantes vegades recuperacions tant en terra com en mar de la primera etapa del Falcon 9 i han fet intents de recuperar el carenat superior. Aquesta estratègia és especialment apropiada per al Falcon Heavy, on els dos nuclis exteriors se separen del coet molt abans en el pla de vol i, per tant, estan movent-se a una velocitat inferior en el moment de la primera separació. Des de finals de 2013, totes les primeres etapes del Falcon 9 han portat instruments i equipació per fer una baixada controlada. Per al primer vol del Falcon Heavy, SpaceX està considerant de recuperar la segona etapa.
SpaceX ha indicat que la càrrega del Falcon Heavy a òrbita de transferència geoestacionària (GTO) es reduirà degut a la tecnologia reutilitzable, però que volaria a un preu de llançament molt més baix. Amb reutilització total dels tres nuclis impulsors, la càrrega a GTO serà de 8,000 kg (18,000 lb). Si només els dos nuclis exteriors són reutilitzables mentre que el central és d'un sol ús, la càrrega a GTO serà aproximadament de 16,000 kg (35,000 lb)." El Falcon 9 farà satèl·lits fins aproximadament 3,5 tones, amb reutilització total de l'etapa impulsora, i el Falcon Heavy farà satèl·lits de fins a 7 tones amb reutilització total de totes tres etapes impulsores", va dir en Musk, referint-se als tres Falcon 9 que comprenen la primera etapa del Falcon Heavy. També va dir que el Falcon Heavy podia doblar la seva capacitat a GTO "si, per exemple, anem a un sol ús del nucli central".

## Preus del llançament
El maig de 2004, en una compareixença davant del Comitè del Senat dels Estats Units sobre Comerç, Ciència i Transport, Elon Musk va testificar, "els plans a llarg termini requereixen el desenvolupament d'un producte d'aixecament pesant, i fins i tot un de super-pesant, si hi ha demanda dels clients. Esperem que cada augment de mida tingui com a resultat un descens significatiu en el cost per lliura a òrbita. ... Al final, crec que és molt factible arribar als $500 per lliura, o menys". Aquest objectiu de $1,100 per quilogram ($500/lb) afirmat per Musk és el 35% del cost més barat a LEO que s'havia calculat en un estudi cap a l'any 2000: el del Zenit rus, un vehicle de mitjana potència que podia portar 14,000 quilograms (30,000 lb) a LEO.
El març de 2013, els preus de llançament del Falcon Heavy estaven per sota dels $2,200 per quilogram ($1,000/lb) a òrbita terrestre baixa quan el vehicle de llançament estava transportant el pes útil màxim. Els preus publicats per al Falcon Heavy han anat variant al llarg dels anys, amb preus anunciats per les diferents versions del entre 80 i 125 milions de dòlars el 2011, 83 a 128M el 2012, 77 a 135M el 2013, 85M per menys de 6,400 quilograms (14,100 lb) a GTO el 2014, i $90M fins a 8,000 quilograms (18,000 lb) a GTO el 2016 (sense preus publicats per pesos més elevats a GTO, ni per cap càrrega a LEO). Els contractes de llançament reflecteixen típicament els preus de llançament en el moment que se signa el contracte.

## Llançaments i càrregues
| Vol № | Data llançament                | Càrrega                    | Client                                    | Preu                                                | Resultat   | Comentaris |
| ----- | ------------------------------ | -------------------------- | ----------------------------------------- | --------------------------------------------------- | ---------- | --- |
| 1     | 6 de febrer de 2018, 20:45 UTC | Esportiu Tesla d'Elon Musk | SpaceX                                    | intern                                              | Èxit       | Es va enviar a una òrbita heliocèntrica. |
| 2     | 11 d'abril de 2019 22:35 UTC   | Arabsat-6A                 | Arabsat                                   | no revelat (preu de llista de 90 milions de dòlars) | Èxit       | Satèl·lit pesant de comunicacions per Aràbia Saudita Els tres coets van aterrar amb èxit però el coet central va caure posteriorment durant el transport a causa de la intensitat dels mars. Està planificat que els dos coets laterals siguin reutilitzats en el llançament de STP-2. |
| 3     | 25 de juny de 2019 6:30 UTC    | USAF STP-2                 | DoD                                       | $165 milions                                        | Èxit       | La missió va servir per al procés de certificació com a EELV per la Força Aèria dels Estats Units del Falcon Heavy. Les càrregues secundàries inclouen LightSail, amb el nanosatèl·lit Prox-1, GPIM, el Rellotge Atòmic de l'Espai Profund, sis satèl·lits COSMIC-2, i el satèl·lit ISAT. Va reutilitzar amb èxit els impulsors del segon vol del Falcon Heavy. L'impulsor central no va poder aterrar i va quedar destruiït en impactar a l'Oceà Atlàntic. |
| 4     | Juliol de 2021                 | AFSPC-52                   | Forces Aèries dels Estats Units d'Amèrica | 130 milions de dòlars                               | Planificat | El primer vol classificat del Falcon Heavy. El contracte fou atorgat a SpaceX per un preu d'un 40% menys del que costa un llançament típic d'un Delta IV Heavy. |
| –     | 1r trimestre de 2022           | ViaSat-3                   | ViaSat-3                                  | Viasat                                              | Planificat | |